# Lyle Bettger
Lyle Bettger, född 13 februari 1915 i Philadelphia i Pennsylvania, död 24 september 2003 i Atascadero, Kalifornien, var en amerikansk skådespelare.

## Biografi
Lyle Bettger började som skådespelare på Broadway på 1930-talet, och blev kvar där till 1949 då han erbjöds filmkontrakt i Hollywood. Han sågs vanligtvis i skurkroller och medverkade i många westernfilmer. Från 1972 medverkade han uteslutande i TV-produktioner och gjorde sin sista roll framför kameran 1980.

## Filmografi, urval
- 1950 – Gift med en död man
- 1950 – Union Station
- 1952 – Världens största show
- 1953 – All min längtan
- 1953 – Farligt vittne
- 1957 – Sheriffen i Dodge City
- 1966 – Nevada Smith
- 1967 – Hämnaren från Yuma

## Teater

### Roller
| År   | Roll               | Produktion                    | Regi         | Teater                       |
| ---- | ------------------ | ----------------------------- | ------------ | ---------------------------- |
| 1947 | Lt. Victor O'Leary | John Loves Mary Norman Krasna | Joshua Logan | Booth Theatre, New York, USA |